# HD 221394
HD 221394，又名BD+27 4568，SAO 91321、HR 8933，是一颗恒星，视星等为6.41，位于銀經102.4，銀緯-31.27，其B1900.0坐标为赤經23h 26m 45.4s，赤緯+27° -31.27′ 8″。